# Chiqui González
María de los Ángeles González (Rosario, Argentina, 21 de abril de 1948), más conocida como Chiqui González, es una política, gestora cultural, abogada, directora teatral, dramaturga y docente universitaria argentina. Entre 2006 y 2007 fue secretaria de Cultura de la Municipalidad de Rosario y entre 2007 y 2019 fue la ministra de Innovación y Cultura de la provincia de Santa Fe.

## Historia
Nació y creció en el barrio Saladillo, su madre era odontóloga de barrio y su padre, maestro carcelario. A los 9 años comenzó a demostrar sus cualidades dentro del terreno artístico ganando importantes concursos de poesía, haciéndose pasar por un adulto. A los 19 años se graduó como abogada en la Universidad Nacional de Rosario, donde posteriormente se posgraduó en Derecho de Familia.
Ejerció un corto período como abogada y luego se dedicó de pleno a proyectos teatrales emblemáticos para la ciudad de Rosario como "Bajo el ala del sombrero" (1989-1993 con la Agrupación  Filodramática Te quisimos con locura), "Orquesta de señoritas" (1998) o "Desnuda de terciopelo" (1993-2002, obra que obtuvo el premio Estrella de mar), entre otras . Durante ese período también integró otros proyectos de teatro independiente, como la  Agrupación Discepolín, la Sociedad del Ángel y el Teatro Arteón. Dirigió además numerosas montajes finales del conservatorio de teatro de la ciudad, para los cuales también desempeñaba la dramaturgia y adaptación.

## Docencia
Desde la creación de la carrera Diseño de Imagen y Sonido, dentro de la Facultad de Arquitectura, Diseño y Urbanismo de la Universidad de Buenos Aires, fue profesora de Teoría y Estética de los Medios y más tarde también de Dirección de Actores (FADU – UBA). Allí formó a varias generaciones de guionistas y directores, asesorando además incontables proyectos de cine y teatro. Desde 2000 es también docente de la Escuela Internacional de Cine y Televisión de San Antonio de los Baños en Cuba. Ha participado en congresos, mesas redondas y conferencias en numerosos países. Su influencia ha marcado también a otros docentes que continúan sus líneas de investigación en instituciones tanto de Argentina como del exterior.

## Trayectoria en la gestión pública
Comenzó su carrera dentro del estado en 1996 como directora general del Centro de Expresiones Contemporáneas y llevando adelante el proyecto "La ciudad de los niños” (1996 – 2001). Más tarde comienza a gestar uno de sus proyectos más reconocidos, el Tríptico de la Infancia, que consiste en tres espacios lúdico-creativos: La granja de la infancia, La isla de los inventos y El jardín de los niños.
A finales de 2007 asume como Ministra de Innovación y Cultura de la provincia de Santa Fe. Desde ese espacio se destaca la creación en ciudad de Santa Fe de El tríptico de la Imaginación, un proyecto de características similares al Tríptico de la Infancia pero apuntado a jóvenes y a los nuevos vínculos sociales que se generan. Los espacios que lo componen son: La Esquina Encendida, La Redonda, Arte y Vida Cotidianda, y El Molino Fábrica Cultural. En paralelo ha creado en la ciudad de Rosario los espacios  Plataforma Lavardén, El Cairo Cine Público y CasArijón.

## Reconocimientos
El  30 de noviembre de 2012 fue declarada doctor honoris causa de la Universidad de Aberdeen, Escocia. La elección se realizó después de que una delegación del ministerio de Educación escocés y la Universidad Formadora de Maestros viajara a Rosario para conocer el tríptico de la infancia y el tríptico de la imaginación en Santa Fe.
El 12 de agosto de 2021 fue una de los 200 egresados de la Universidad de Buenos Aires destacados en un acto público que tuvo lugar en la explanada de la Facultad de Derecho. Participaron del acto más de 30 artistas y 140.000 personas, que culminó con un concierto igual que la ceremonia por la Televisión Pública. 
El 26 de marzo de 2022 fue declarada doctor honoris causa por la Universidad de Rosario, Argentina. 

## Difusión de su pensamiento
En 2024 se estrenó en Rosario primero y luego en Buenos Aires el largometraje documental "La sociedad del afecto", con guion y dirección de Marcela Marcolini y Alejandra Marino, que recoge las reflexiones de González en relación a sus proyectos más emblemáticos. 
El 2 de mayo de 2025 se presentó en la Feria del libro de Buenos Aires "La imagen liberada. Apuntes y estrategias para la creación audiovisual". El volumen, publicado por EUDEBA, recoge las clases de guion y dirección que durante 25 años dio González en la carrera Diseño de Imagen y Sonido, de la UBA. La recopilación fue realizada por dos disípulos y ayudantes de su cátedra: Diego Sabanés (responsable de la adaptación de grabaciones de audio al texto y autor de las notas que amplían algunos temas) y Federico Godrid (responsable de la coordiación del proyecto, del que participaron además numerosos exalumnos). Se trata del primer libro que recoge el pensamiento de González y sus teorías sobre la creación poética.  
A lo largo de su carrera González ha participado en innumerables mesas redondas y conferencias en diferentes países, además de escribir artículos para diversos medios argentinos. Una treintena de esos artículos, que abordan temas sobre la infancia, la política y la cultura popular, pueden ser leidos en su página web oficial.  

## webs oficiales
1. Blog que recoge artículos escritos por Chiqui.
2. Libro "La imagen liberada. Apuntes y estrategias para la creación audiovisual". Eudeba.

- Datos: Q26780912